# Вагнер, Саул Давидович
Саул Давидович Ва́гнер (1928—2016) — советский, российский учёный-физик, специалист в области физической электроники, физики низкотемпературной плазмы, профессор.

## Биография
В 1937 году семья эмигрировала из США в СССР.
В 1945 году, после окончания средней школы в Иваново, поступил на физический факультет Ленинградского государственного университета.
В 1950—1951 годах, после окончания университета, работал учителем физики и математики в школе на станции Мариинск Кемеровской области, в 1951—1954 годах — преподаватель физики лесотехнического техникума в Ветлуге (Горьковская область).
С 1954 года в Петрозаводске. В 1954—1955 годах — преподаватель физики строительного техникума, в 1955—1956 годах — учитель физики средней школы № 22.
В 1955—2013 годах работал в Карельском государственном педагогическом институте, ассистентом кафедры физики, старшим преподавателем, в 1964—1975 годах — доцент, заведующий кафедрой физики, в 1988—2013 годах — профессор кафедры экспериментальной и общей физики педагогического института.

## Научные труды
Автор более 100 опубликованных научных работ.
- Оптические квантовые генераторы: Учебное пособие к спецкурсу. — Петрозаводск, 1991

и другие.

## Награды и звания
- Заслуженный учитель школы Карельской АССР (1971)
- Заслуженный работник высшей школы Российской Федерации (2002)
- Медаль ордена «За заслуги перед Отечеством» II степени (2007)[1]

## Семья
Супруга — Тамара Александровна Калмыкова (1926—2011).